# Guy Grosso
Pour les articles homonymes, voir Grosso (homonymie) et Sarrazin.
Guy Grosso, de son vrai nom Guy Marcel Sarrazin, né le 19 août 1933 à Beauvais, dans l'Oise, et mort le 14 février 2001 à Saint-Germain-en-Laye, dans les Yvelines, est un acteur et fantaisiste français.

## Biographie

### Débuts
Guy Grosso est né le 19 août 1933 à Beauvais, dans l'Oise.

### Carrière

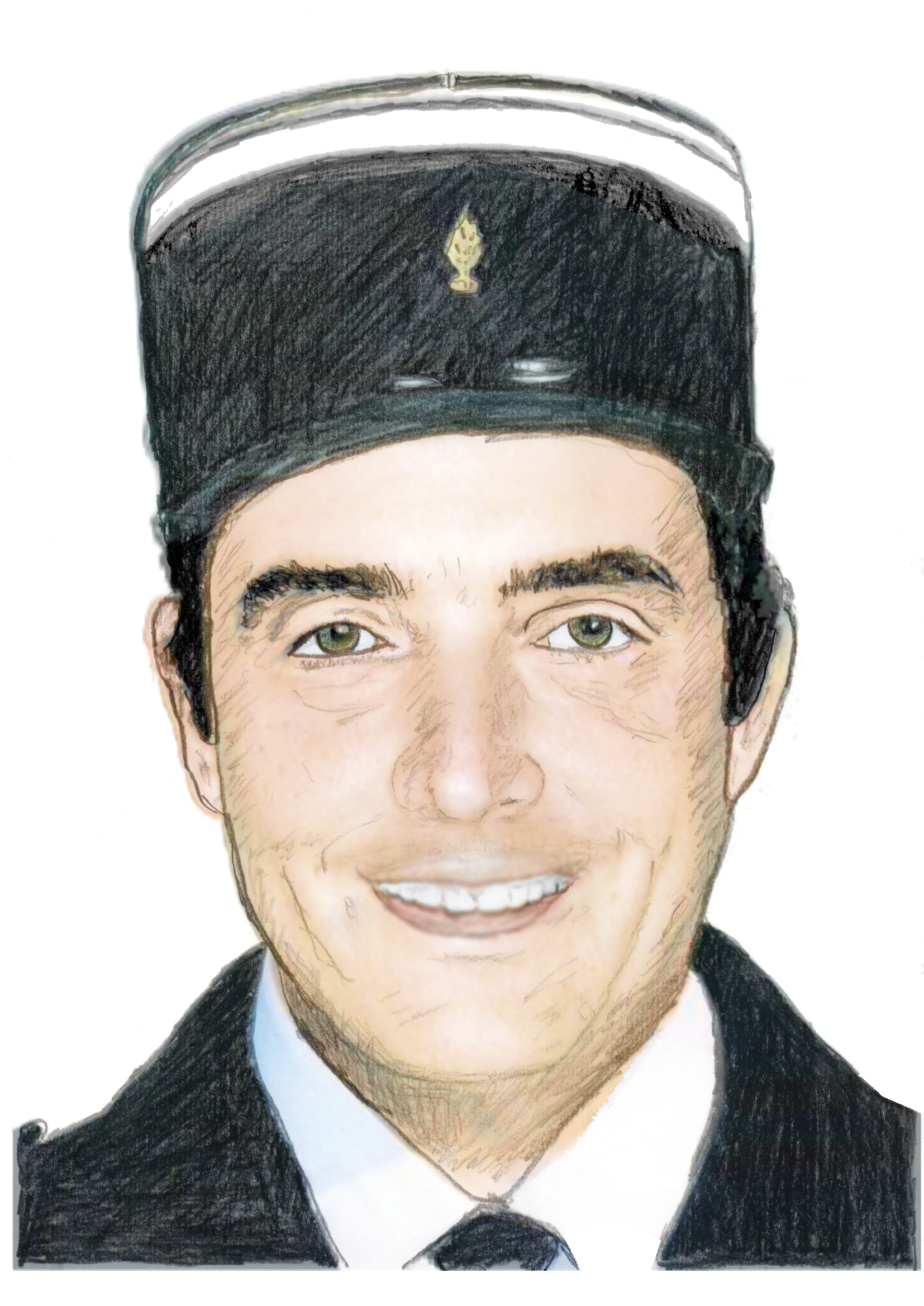
Son comparse Michel Modo avec lequel il forme un duo d'humoristes.

Il est surtout connu en France pour avoir constitué dès la fin des années 1950 un duo comique : Grosso et Modo avec l'acteur Michel Modo, aux côtés duquel il apparaît dans de nombreux films avec Louis de Funès, dont la série du Gendarme, dans laquelle il tient le rôle du gendarme Tricard.

### Décès

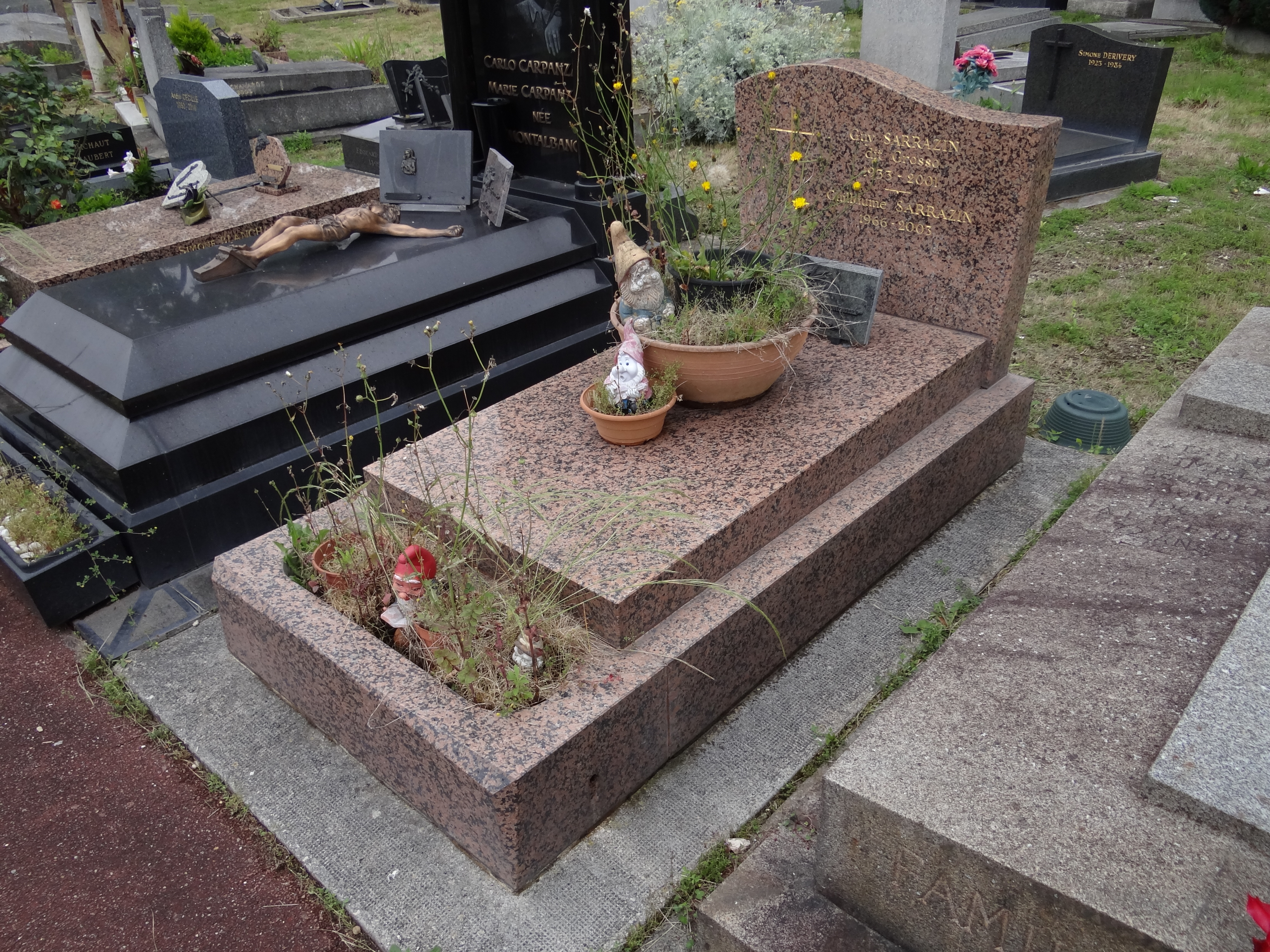
La tombe de Guy Grosso au cimetière de Levallois-Perret (Hauts-de-Seine).

Il repose au cimetière de Levallois-Perret.

## Théâtre
- 1957 : Pommes à l'anglaise de Robert Dhéry et Colette Brosset, musique Gérard Calvi, mise en scène de l’auteur, théâtre de Paris
- 1962 : La Grosse Valse de Robert Dhéry, musique Gérard Calvi, mise en scène de l’auteur, théâtre des Variétés
- 1966 : Tête de bulle de Jean-Jacques Forestier, mise en scène Michel Vocoret, théâtre Charles-de-Rochefort
- 1966 : La Bonne Adresse de Marc Camoletti, mise en scène Christian-Gérard, théâtre des Nouveautés
- 1974 : Folies bourgeoises de Roger Planchon, mise en scène de l'auteur, Comédie de Saint-Étienne
- 1976 : Folies bourgeoises de Roger Planchon, mise en scène de l'auteur, théâtre de la Porte-Saint-Martin
- 1978 : La Culotte de Jean Anouilh, mise en scène Jean Anouilh et Roland Piétri, Théâtre de l'Atelier
- 1978 : Les Coucous de Guy Grosso et Michel Modo, mise en scène de Michel Roux, théâtre Daunou
- 1981 : Le Nombril de Jean Anouilh, mise en scène Jean Anouilh et Roland Piétri, théâtre de l'Atelier
- 1984 : Une clef pour deux de John Chapman et Dave Freeman, mise en scène Jean-Paul Cisife, théâtre de la Renaissance
- 1985 : Les Coucous de Guy Grosso et Michel Modo, mise en scène de Michel Modo, Théâtre Municipal d'Orléans
- 1986 : L'Opéra de quat'sous de Bertolt Brecht, mise en scène Giorgio Strehler, théâtre du Châtelet
- 1987 : L’Hurluberlu de Jean Anouilh, mise en scène Gérard Vergez, théâtre du Palais-Royal
- 1988 : Les Rustres de Carlo Goldoni, mise en scène Michel Galabru, Printemps des comédiens Montpellier
- 1989 : Point de feu sans fumée de Julien Vartet, mise en scène Jean-Paul Tribout, théâtre Édouard VII
- 1993 : Faites comme chez nous de Guy Grosso et Michel Modo, mise en scène Daniel Colas, avec Jean Lefebvre
- 1999 : L'Avare de Molière, mise en scène Jérôme Savary, Centre national de création d'Orléans puis Théâtre national de Chaillot
- 2000 : L'Avare de Molière, mise en scène Jérôme Savary, théâtre des Célestins

## Filmographie

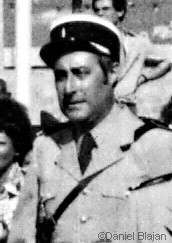
Guy Grosso sur le tournage du film Le Gendarme et les Extra-terrestres, en 1978.

### Cinéma
- 1959 : Le Petit Prof de Carlo Rim : un appelé de 1946
- 1961 : La Belle Américaine de Robert Dhéry : Barbemont
- 1962 : Le Procès (The Trial) de Orson Welles : un collègue de K
- 1963 : Le Magot de Josefa de Claude Autant-Lara: un villageois
- 1963 : La Foire aux cancres (Chronique d'une année scolaire) de Louis Daquin
- 1963 : Bébert et l'Omnibus de Yves Robert : un gendarme
- 1964 : Faites sauter la banque de Jean Girault : Un client
- 1964 : Cherchez l'idole de Michel Boisrond : le visiteur à Europe 1
- 1964 : Une ravissante idiote de Édouard Molinaro : Le premier homme interrogé
- 1964 : Des pissenlits par la racine de Georges Lautner : Émile, le barman
- 1964 : Le Gendarme de Saint-Tropez de Jean Girault : Maréchal des logis Gaston Tricart
- 1964 : Les Gorilles de Jean Girault : Un agent cycliste
- 1964 : Et si c'était une sirène de Jean Schmidt - (court métrage)
- 1965 : Moi et les hommes de quarante ans de Jack Pinoteau : Le valet du casino
- 1965 : Le Corniaud de Gérard Oury : un douanier - également gagman
- 1965 : Pleins feux sur Stanislas de Jean-Charles Dudrumet : L'agent à bicyclette qui verbalise #1
- 1965 : Les Bons Vivants de Georges Lautner : Gédémon un souteneur, dans le sketch Les Bons Vivants
- 1965 : Le Gendarme à New York de Jean Girault : Maréchal des logis Gaston Tricart
- 1966 : Le Grand Restaurant de Jacques Besnard : un serveur
- 1966 : La Grande Vadrouille de Gérard Oury : Le bassoniste bavard - également gagman
- 1967 : Les Grandes Vacances de Jean Girault : Chastenet, un professeur
- 1968 : Le Gendarme se marie de Jean Girault : Maréchal des logis Gaston Tricart
- 1969 : La Honte de la famille de Richard Balducci : Dieudonné Hadol
- 1969 : Week-end surprise de Georges Dumoulin (court métrage documentaire) - uniquement coauteur du commentaire en voix off
- 1970 : Le Champignon de Marc Simenon : L'acteur du film publicitaire
- 1970 : Le Gendarme en balade de Jean Girault : Maréchal des logis Gaston Tricart
- 1972 : Trop jolies pour être honnêtes de Richard Balducci - uniquement coscénariste et dialoguiste
- 1973 : L’Histoire très bonne et très joyeuse de Colinot Trousse-Chemise de Nina Companeez : Lucas
- 1974 : La Grande Nouba de Christian Caza - uniquement coscénariste
- 1975 : Opération Lady Marlène de Robert Lamoureux : le brigadier de gendarmerie
- 1975 : Chobizenesse de Jean Yanne : Frère Boussenard
- 1977 : Ne me touchez pas... de Richard Guillon : Paul Gruber, l'ingénieur du son
- 1977 : 2 cloches dans la neige de Jean-Louis Guillermou
- 1977 : Le mille-pattes fait des claquettes de Jean Girault : le brigadier de gendarmerie
- 1979 : Le Gendarme et les Extraterrestres de Jean Girault : Maréchal des logis Gaston Tricart
- 1979 : Charles et Lucie de Nelly Kaplan : De la Madriguière
- 1980 : Les Phallocrates de Claude Pierson : Corbeau
- 1980 : L'Avare de Jean Girault et Louis de Funès : Brindavoine
- 1982 : Salut, j'arrive de Gérard Poteau : un agent de police
- 1982 : Le Gendarme et les Gendarmettes de Jean Girault et Tony Aboyantz : Maréchal des logis Gaston Tricart
- 1983 : Y a-t-il un pirate sur l'antenne ? de Jean-Claude Roy : L'agent Bauju
- 1991 : Robinson et compagnie de Jacques Colombat (film d'animation) - uniquement voix

### Télévision
- 1963 : La Revue des feuilletons de Pierre Tchernia, épisode : L'interview de l'homme invisible : le domestique
- 1964-1982 : 79 émissions avec Jean-Christophe Averty
- 1969 : Les Cinq Dernières Minutes, épisode L'Inspecteur sur la piste de Claude Loursais : Vendoeuvre
- 1969 : Minouche de Rinaldo Bassi et Maurice Fasquel : Bastien
- 1969 : L'atelier Prévert-Derlon, épisode Les menottes de Robert Bober : Hubert - également coscénariste et codialoguiste
- 1970 : Les Six jours de Arlen Papazian : Duval
- 1971 : Le Bouton de rose de François Gir : Chamorin
- 1972 : Allo... Juliette de Jacques Pierre - uniquement coscénariste
- 1973 : Pour Vermeer de Jacques Pierre
- 1973 : Graine d'ortie de Yves Allégret : le curé
- 1973 : La Maîtresse de François Gir : L'ami Osoir
- 1973 : Molière pour rire et pour pleurer de Marcel Camus : Du Parc
- 1973 : Les Nouvelles Aventures de Vidocq de Marcel Bluwal, épisode Les deux colonels
- 1974 : Arsène Lupin de Jean-Pierre Desagnat, épisode : La Demeure mystérieuse : l'inspecteur Rabloux
- 1975 : Les Brigades du Tigre, épisode Collection 1909 de Victor Vicas : Bertouin
- 1975 : Les Brigades du Tigre, épisode L'auxiliaire de Victor Vicas : Bertouin
- 1975 : Les Brigades du Tigre, épisode Le défi de Victor Vicas : Bertouin
- 1975 : Adieu Amédée de Jean-Paul Carrère : le docteur
- 1976 : Le siècle des lumières de Claude Brulé : Lebreton
- 1977 : Minichronique de Jean-Marie Coldefy, épisode Rêves d'enfant : l'arbitre du combat de boxe
- 1977 : Les Folies Offenbach de Michel Boisrond : Chambard
- 1978 : Ce diable d'homme de Marcel Camus : Le premier recruteur
- 1978 : Les Samedis de l'histoire de Jean-François Delassus, épisode La banqueroute de Law : Vernezobre
- 1978 : Au théâtre ce soir de Pierre Sabbagh, épisode Les Coucous : Monjambier - également coauteur
- 1979 : Au théâtre ce soir de Pierre Sabbagh, épisode Zozo : Paul
- 1979 : L'Étrange Monsieur Duvallier de Victor Vicas : Pibarot
- 1980 : C'est pas Dieu possible de Edmond Tiborovsky : Brigadier Florentin Plancherine
- 1981 : Le Boulanger de Suresnes de Jean-Jacques Goron : Rallot
- 1981 : Fini de rire, fillette de Edmond Tiborovsky : Rulles
- 1982 : Messieurs les jurés de Gérard Gozlan, épisode L'affaire Verviers : Le commissaire Andelin
- 1982 : Les Enquêtes du commissaire Maigret de Jean-Jacques Goron (série télévisée), épisode : Maigret et les Braves Gens : Le commissaire Saint-Hubert
- 1983 : Les Nouvelles Brigades du Tigre de Victor Vicas, épisode Les Princes de la nuit de Victor Vicas : Le secrétaire des Beaux-Arts
- 1987 : Les Enquêtes du commissaire Maigret, épisode : Maigret voyage de Jean-Paul Carrère
- 1988 : Vivement lundi ! de Didier Albert, Claire Blangille, Jean-Daniel Bonnin, Jean-Claude Charnay, Bernard Dumont, Dominique Masson, Francis Pernet, Jean-Pierre Prévost, Christophe Salachas, Christiane Spiero
- 1989 : Une clef pour deux de Luc Godevais : Jean-Pierre Delage
- 1991 : Bébé express de François Dupont-Midi : Paul Auclère, le père d'Agathe
- 1992 : Taxi-girl de Jean-Dominique de la Rochefoucault - également coscénariste
- 1999 : La Façon de le dire de Sébastien Grall : le retraité

## Discographie

### Grosso et Modo
- 1957 : Pommes à l’anglaise : un spectacle musical de Robert Dhéry et Colette Brosset, musique de Gérard Calvi, avec Jean Lefebvre, Jacques Legras, Guy Grosso, Michel Modo, Robert Rollis, Philippe Dumas, Ross Parker, Yvette Dolvia, Janine de Waleyne, enregistrement en public au théâtre de Paris
- 1962 : La Grosse Valse : un spectacle musical de Robert Dhéry et Colette Brosset, musique de Gérard Calvi, paroles de André Maheux, avec Louis de Funès, Jacques Legras, Guy Grosso, Michel Modo, Pierre Tornade, Liliane Montevecchi, Françoise Moncey, Janine de Waleyne, Annick Tanguy, Robert Burnier, Bernard Cara, Marthe Serres, Robert Destain, Jacques Marchand, Jean Roucher, Romuald Figuier, enregistrement en public au théâtre des Variétés
- 1973 : Passe-moi le beurre (tango) (Maurice Villeroy, Perez Pilar) / Emancipacion(e) (Jean-Claude Pelletier, Guy Grosso, Michel Modo), orchestre Jean-Claude Pelletier, chant Guy Grosso et Michel Modo
- 1975 : Pif, son premier disque / Moi, je suis le plus plus (Jean-Louis Méchali, Michel  Modo, Phillipe Gavardin), chant Michel Modo et Alexandre avec la participation des élèves du Conservatoire de Châtillon, voix Guy Grosso et José Cabrero Arnal
- 1980 : L'Avare, trois disques 33 tours LP, intégralité des dialogues du film, découpé par actes et scènes, WEA Filipacchi Music[1].

## Videographie

### Grosso et Modo
- 2004 : Les grands duos comiques - Grosso & Modo : compilation de sketches, DVD, 1 h 45 min, bonus : Grosso & Modo en chanteurs, abécédaire des souvenirs de Michel Modo

### Guy Grosso
- 1984 : Une clef pour deux : une pièce de John Chapman et Dave Freeman, adaptation et mise en scène Jean-Paul Cisife, avec Christian Alers, Micheline Dax, Guy Grosso, enregistrement en public au théâtre de la Renaissance, réalisation Luc Godevais, DVD, 1 h 55 min